# Bundestagswahlkreis Warendorf
Der Bundestagswahlkreis Warendorf (Wahlkreis 129; bis zur Bundestagswahl 2021 Wahlkreis 130) liegt in Nordrhein-Westfalen und umfasst den Kreis Warendorf. Seit 1949 konnte die CDU in diesem Wahlkreis bei allen Bundestagswahlen das Direktmandat gewinnen. Bis 1980 hieß der Wahlkreis Beckum – Warendorf.

## Wahlkreisgeschichte
| Wahl      | Wahlkreisname         | Gebiet                              |
| --------- | --------------------- | ----------------------------------- |
| 1949      | 37 Beckum – Warendorf | alter Kreis Warendorf, Kreis Beckum |
| 1953–1961 | 96 Beckum – Warendorf | alter Kreis Warendorf, Kreis Beckum |
| 1965–1976 | 94 Beckum – Warendorf | alter Kreis Warendorf, Kreis Beckum |
| 1980–1998 | 100 Warendorf         | Kreis Warendorf                     |
| 2002–2009 | 131 Warendorf         | Kreis Warendorf                     |
| 2013–2021 | 130 Warendorf         | Kreis Warendorf                     |
| 2025–     | 129 Warendorf         | Kreis Warendorf                     |

## Wahlkreisabgeordnete
| Wahl | Abgeordneter | Abgeordneter      | Partei | Stimmen in % |
| ---- | ------------ | ----------------- | ------ | ------------ |
| 1949 |              | Bernhard Raestrup | CDU    | 41,7         |
| 1953 | 67,5         | Bernhard Raestrup | CDU    |              |
| 1957 |              | Heinrich Windelen | CDU    | 66,5         |
| 1961 | 63,0         | Heinrich Windelen | CDU    |              |
| 1965 | 63,3         | Heinrich Windelen | CDU    |              |
| 1969 | 60,5         | Heinrich Windelen | CDU    |              |
| 1972 | 53,4         | Heinrich Windelen | CDU    |              |
| 1976 | 54,5         | Heinrich Windelen | CDU    |              |
| 1980 | 52,7         | Heinrich Windelen | CDU    |              |
| 1983 | 58,4         | Heinrich Windelen | CDU    |              |
| 1987 |              | Heinrich Windelen | CDU    | 51,7         |
| 1990 |              | Peter Paziorek    | CDU    | 50,0         |
| 1994 | 50,0         | Peter Paziorek    | CDU    |              |
| 1998 | 46,9         | Peter Paziorek    | CDU    |              |
| 2002 | 45,3         | Peter Paziorek    | CDU    |              |
| 2005 | 50,3         | Peter Paziorek    | CDU    |              |
| 2009 |              | Reinhold Sendker  | CDU    | 49,0         |
| 2013 | 51,3         | Reinhold Sendker  | CDU    |              |
| 2017 | 46,4         | Reinhold Sendker  | CDU    |              |
| 2021 |              | Henning Rehbaum   | CDU    | 36,3         |
| 2025 | 41,7         | Henning Rehbaum   | CDU    |              |

## Wahlergebnisse

### Bundestagswahl 2025
| Kandidaten                                             | Kandidaten                   | Parteien/Listen       | Erststimmen | Erststimmen | Zweitstimmen | Zweitstimmen |
| Kandidaten                                             | Kandidaten                   | Parteien/Listen       | Stimmen     | %           | Stimmen      | %            |
| ------------------------------------------------------ | ---------------------------- | --------------------- | ----------- | ----------- | ------------ | ------------ |
|                                                        | Dennis Kocker                | SPD                   | 36.247      | 20,8        | 32.533       | 18,6         |
|                                                        | Henning Rehbaumgewählt im WK | CDU                   | 72.720      | 41,7        | 64.092       | 36,6         |
|                                                        | Anja Beiers                  | Bündnis 90/Die Grünen | 18.940      | 10,9        | 19.715       | 11,3         |
|                                                        | Markus Diekhoff              | FDP                   | 5.119       | 2,9         | 7.133        | 4,1          |
|                                                        | Dennis Dinter                | AfD                   | 27.935      | 16,0        | 27.955       | 16,0         |
|                                                        | Selmar Ibrahimović           | Die Linke             | 9.798       | 5,6         | 10.946       | 6,3          |
|                                                        | Martin Pörtzel               | Freie Wähler          | 3.768       | 2,2         | 1.357        | 0,8          |
|                                                        | –                            | Tierschutzpartei      | –           | –           | 1.793        | 1,0          |
|                                                        | –                            | dieBasis              | –           | –           | 360          | 0,2          |
|                                                        | –                            | Die PARTEI            | –           | –           | 823          | 0,5          |
|                                                        | –                            | Todenhöfer            | –           | –           | 251          | 0,1          |
|                                                        | –                            | Volt                  | –           | –           | 990          | 0,6          |
|                                                        | –                            | MLPD                  | –           | –           | 28           | 0,0          |
|                                                        | –                            | PdF                   | –           | –           | 307          | 0,2          |
|                                                        | –                            | Bündnis Deutschland   | –           | –           | 198          | 0,1          |
|                                                        | –                            | BSW                   | –           | –           | 6.315        | 3,6          |
|                                                        | –                            | MERA25                | –           | –           | 44           | 0,0          |
|                                                        | –                            | WerteUnion            | –           | –           | 88           | 0,1          |
| Gesamt                                                 | Gesamt                       | Gesamt                | 174.527     | 100         | 174.928      | 100          |
|                                                        |                              |                       |             |             |              |              |
| Ungültige Stimmen                                      | Ungültige Stimmen            | Ungültige Stimmen     | 1.399       | 0,8         | 998          | 0,6          |
| Wähler                                                 | Wähler                       | Wähler                | 175.926     | 84,7        | 175.926      | 84,7         |
| Wahlberechtigte                                        | Wahlberechtigte              | Wahlberechtigte       | 207.690     |             | 207.690      |              |
|                                                        |                              |                       |             |             |              |              |
| Quellen: Die Bundeswahlleiterin, Kandidaten – Ergebnis |                              |                       |             |             |              |              |

### Bundestagswahl 2021
| Kandidaten                                            | Kandidaten                   | Parteien/Listen      | Erststimmen | Erststimmen | Zweitstimmen | Zweitstimmen |
| Kandidaten                                            | Kandidaten                   | Parteien/Listen      | Stimmen     | %           | Stimmen      | %            |
| ----------------------------------------------------- | ---------------------------- | -------------------- | ----------- | ----------- | ------------ | ------------ |
|                                                       | Henning Rehbaumgewählt im WK | CDU                  | 59.631      | 36,3        | 51.722       | 31,4         |
|                                                       | Bernhard Daldrup             | SPD                  | 50.685      | 30,8        | 47.648       | 28,9         |
|                                                       | Oliver Niedostadek           | FDP                  | 12.768      | 7,8         | 18.193       | 11,1         |
|                                                       | Dennis Dinter                | AfD                  | 10.211      | 6,2         | 10.533       | 6,4          |
|                                                       | Jessica Wessels              | GRÜNE                | 21.245      | 12,9        | 23.309       | 14,2         |
|                                                       | Reiner Erwin Jenkel          | DIE LINKE            | 4.074       | 2,5         | 4.525        | 2,7          |
|                                                       | Joachim Göbel                | Die PARTEI           | 2.772       | 1,7         | 1.553        | 0,9          |
|                                                       | –                            | Tierschutzpartei     | –           | –           | 1.729        | 1,1          |
|                                                       | –                            | PIRATEN              | –           | –           | 535          | 0,3          |
|                                                       | –                            | FREIE WÄHLER         | –           | –           | 1.014        | 0,6          |
|                                                       | –                            | NPD                  | –           | –           | 128          | 0,1          |
|                                                       | Ludger Gerhardt              | ÖDP                  | 497         | 0,3         | 200          | 0,1          |
|                                                       | –                            | V-Partei³            | –           | –           | 84           | 0,1          |
|                                                       | –                            | Gesundheitsforschung | –           | –           | 179          | 0,1          |
|                                                       | –                            | MLPD                 | –           | –           | 13           | 0,0          |
|                                                       | –                            | Die Humanisten       | –           | –           | 108          | 0,1          |
|                                                       | –                            | DKP                  | –           | –           | 31           | 0,0          |
|                                                       | –                            | SGP                  | –           | –           | 13           | 0,0          |
|                                                       | Thomas Hesse                 | dieBasis             | 1.773       | 1,1         | 1.518        | 0,9          |
|                                                       | –                            | Bündnis C            | –           | –           | 113          | 0,1          |
|                                                       | –                            | du.                  | –           | –           | 62           | 0,0          |
|                                                       | –                            | LIEBE                | –           | –           | 207          | 0,1          |
|                                                       | –                            | LKR                  | –           | –           | 33           | 0,0          |
|                                                       | –                            | PdF                  | –           | –           | 54           | 0,0          |
|                                                       | –                            | LfK                  | –           | –           | 132          | 0,1          |
|                                                       | –                            | Team Todenhöfer      | –           | –           | 635          | 0,4          |
|                                                       | –                            | Volt                 | –           | –           | 351          | 0,2          |
|                                                       | Marius Brehm                 | Einzelbewerber       | 709         | 0,4         | –            | –            |
| Gesamt                                                | Gesamt                       | Gesamt               | 164.365     | 100         | 164.622      | 100          |
|                                                       |                              |                      |             |             |              |              |
| Ungültige Stimmen                                     | Ungültige Stimmen            | Ungültige Stimmen    | 1.443       | 0,9         | 1.186        | 0,7          |
| Wähler                                                | Wähler                       | Wähler               | 165.808     | 79,4        | 165.808      | 79,4         |
| Wahlberechtigte                                       | Wahlberechtigte              | Wahlberechtigte      | 208.754     |             | 208.754      |              |
|                                                       |                              |                      |             |             |              |              |
| Quellen: Die Bundeswahlleiterin, Kandidaten – Stimmen |                              |                      |             |             |              |              |

### Bundestagswahl 2017
| Direktkandidat         | Partei                       | Erststimmen in % | Zweitstimmen in % | Bundestagswahl 2013 Zweitstimmen in % |
| ---------------------- | ---------------------------- | ---------------- | ----------------- | ------------------------------------- |
| Reinhold Sendker       | CDU                          | 46,4             | 40,3              | 47,1                                  |
| Bernhard Daldrup       | SPD                          | 27,9             | 24,1              | 29,1                                  |
| Marion Schniggendiller | GRÜNE                        | 5,6              | 6,7               | 7,2                                   |
| Reiner Jenkel          | Die Linke                    | 4,8              | 5,6               | 4,4                                   |
| Oliver Niedostadek     | FDP                          | 7,0              | 13,1              | 5,2                                   |
| Joachim Multermann     | AFD                          | 6,9              | 7,4               | 2,9                                   |
| -                      | PIRATEN                      | -                | 0,3               | 2,0                                   |
| -                      | NPD                          | -                | 0,2               | 0,7                                   |
| Paulo da Silva         | Die PARTEI                   | 1,2              | 0,7               | 0,2                                   |
| -                      | Freie Wähler                 | -                | 0,3               | 0,2                                   |
| -                      | Volksabstimmung              | -                | 0,1               | 0,1                                   |
| -                      | ÖDP                          | -                | 0,1               | 0,1                                   |
| -                      | MLPD                         | -                | 0,0               | 0,0                                   |
| -                      | SGP                          | -                | 0,0               | -                                     |
| -                      | Allianz Deutscher Demokraten | -                | 0,4               | -                                     |
| -                      | BGE                          |                  | 0,1               | -                                     |
| -                      | DiB                          | -                | 0,1               | -                                     |
| -                      | DKP                          | -                | 0,0               | -                                     |
| -                      | DM                           | -                | 0,1               | -                                     |
| -                      | Die Humanisten               | -                | 0,0               | -                                     |
| -                      | Gesundheitsforschung         | -                | 0,1               | -                                     |
| -                      | Tierschutzpartei             | -                | 0,5               | -                                     |
| -                      | V-Partei³                    | -                | 0,1               | -                                     |
| Olaf Barton            | Parteiloser                  | 0,3              | -                 | -                                     |

### Bundestagswahl 2013
| Direktkandidat       | Partei     | Erststimmen in % | Zweitstimmen in % | Bundestagswahl 2009 Zweitstimmen in % |
| -------------------- | ---------- | ---------------- | ----------------- | ------------------------------------- |
| Reinhold Sendker     | CDU        | 51,3             | 47,1              | 40,6                                  |
| Bernhard Daldrup     | SPD        | 32,0             | 29,1              | 24,4                                  |
| Johannes Philipper   | FDP        | 2,3              | 5,4               | 15,3                                  |
| Alexander Ringbeck   | GRÜNE      | 5,9              | 7,2               | 9,5                                   |
| Karl Stephan Schulte | Die Linke. | 3,5              | 4,4               | 6,4                                   |
| Sebastian Wiesendahl | PIRATEN    | 2,0              | 2,0               | 1,5                                   |

### Bundestagswahl 2009
| Direktkandidat   | Partei               | Erststimmen in % | Zweitstimmen in % | Bundestagswahl 2005 Zweitstimmen in % |
| ---------------- | -------------------- | ---------------- | ----------------- | ------------------------------------- |
| Reinhold Sendker | CDU                  | 49,0             | 40,6              | 42,3                                  |
| Bernhard Daldrup | SPD                  | 32,6             | 24,4              | 35,1                                  |
| Jutta Wonnemann  | FDP                  | 10,6             | 15,3              | 10,6                                  |
| -                | GRÜNE                | -                | 9,5               | 6,0                                   |
| Reiner Jenkel    | Die Linke.           | 7,8              | 6,4               | 3,9                                   |
| –                | REP                  | –                | 0,2               | 0,2                                   |
| –                | Die Tierschutzpartei | –                | 0,4               | 0,3                                   |
| -                | NPD                  | -                | 0,6               | 0,7                                   |
| –                | Familie              | –                | 0,4               | 0,4                                   |
| –                | PIRATEN              | –                | 1,5               | -                                     |
| –                | RENTNER              | –                | 0,3               | -                                     |
| –                | Zentrum              | –                | 0,1               | 0,0                                   |
| –                | BüSo                 | –                | 0,0               | 0,0                                   |
| –                | Volksabstimmung      | –                | 0,1               | 0,1                                   |
| –                | MLPD                 | –                | 0,0               | 0,0                                   |
| –                | PSG                  | –                | 0,0               | 0,0                                   |
| –                | RRP                  | –                | 0,1               | -                                     |
| –                | ödP                  | –                | 0,1               | -                                     |
| –                | DVU                  | –                | 0,1               | -                                     |